# 田畑ゆり
田畑 ゆり（たばた ゆり、1941年2月15日 - ）は、日本の女優、声優。京都府京都市出身。劇団民藝所属。

## 略歴
同志社女子高等学校卒業後、舞台芸術学院を経て、1962年、劇団民藝俳優教室に入学。
1964年、劇団民藝に入団。
初舞台は『消えた人』。
以前はマウスプロモーションに所属していた。

## 人物
特技は京都弁、声楽。趣味は園芸。

## 出演作品

### テレビドラマ
- 鬼平犯科帳（庄八の女房）
- 探偵事務所
- Dr.コトー診療所（坂野和枝）
- Dr.コトー診療所2006（坂野和枝）
- 日本人の知らない日本語（バスのおばあちゃん）
- パパになりたかった犬
- ハンチョウ〜神南署安積班〜

### テレビアニメ
- Witch Hunter ROBIN（藤堂の母）
- 格闘美神 武龍 REBIRTH（寂海）
- キョロちゃん（マクモー母）
- こんにちは アン 〜Before Green Gables（ハガティさん）
- 人造昆虫カブトボーグ V×V（民宿のおばあさん）
- すてき!さくらママ（春野春花）
- 魔法少女隊アルス（クーの祖母）

### 劇場アニメ
- 崖の上のポニョ

### ゲーム
- 3年B組金八先生 伝説の教壇に立て!（老婆）
- 玉繭物語（フィオ、カカヤム）
- レイトン教授と悪魔の箱（ソフィア）
- バイオハザード7 レジデントイービル（エヴリン〈老女〉）
- Ghost of Tsushima（百合）

### 吹き替え
- アイズ ワイド シャット
- アイ,ロボット（祖母）
- アバウト・ア・ボーイ
- アンフォゲッタブル 完全記憶捜査（アリス）
- イン・ザ・ベッドルーム（ケイティ）
- インターステラー（老女1）
- イン・ハー・シューズ
- エリザベス1世 〜愛と陰謀の王宮〜
- おさるのジョージ
- 堕ちた弁護士 -ニック・フォーリン-（ローリー・ソルト）
- 仮面の男
- カンフーハッスル
- きつねと猟犬
- キング・コング
- サイダーハウス・ルール（エドナ看護婦）
- ザ・ホワイトハウス（ドロレス・ランディハム）
- シャギー・ドッグ
- セルラー
- ドクター・ドリトル（パークス）
- プロフェシー
- マイ・ドッグ・スキップ
- マン・オブ・スティール（ロ・ザー）
- ミス・マープル5 鏡は横にひび割れて（ハーバード夫人）
- もういちど（クレア）
- ワールド・トレード・センター

### ドラマCD
- きみにしか聞こえない CALLING YOU（おばあさん）